# リフレッシュレート
リフレッシュレート（refresh rate）とは、単位時間あたりどれだけリフレッシュするかという値である。通常ヘルツ (Hz)を単位として、1秒間にリフレッシュする回数を表す。
ディスプレイなどの走査や書換えなどの頻度、DRAMなどのダイナミックメモリの記憶保持動作の頻度などを指してよく使われる。
ラスタースキャンのディスプレイなどのリフレッシュレートは、走査がプログレッシブスキャンであればフレームレートと同じ値になるのだが、フレームレートとは違うものであり混同してはならない。特にアナログテレビ放送のNTSCなどインターレースの場合、リフレッシュレートはフレームレートとは一致しない。

## ディスプレイ
単位時間に何回画面を書き直すかを表す。ふつうのダイナミック表示のラスタースキャン方式のブラウン管では垂直同期周波数と同じものである。
リフレッシュレートが高いほど、動画（映像）はよりなめらかに見える。

### ブラウン管 (CRT)
人間の目には残像が残る。ブラウン管などのディスプレイ装置はこれを利用して画面を表示している。もしリフレッシュレートが 1Hz のように低かった場合、人間の目に見えるものはブラウン管上を1秒周期で上下する輝点だけである。このリフレッシュレートを 50Hz や 100Hz といった高い値にすると、輝点の残像が残っている間に再び次の周期の輝点が表示されるので、結果として線や面が輝点の集合として表示されているように見えることになる。これが人間が画面上に見る画像となる。
リフレッシュレートが低いと画面がちらついて見え、逆に高いとちらつきが減少し見やすく、動画（映像）はよりなめらかに見える。リフレッシュレートが低いことで起きるちらつきは、人によっては頭痛や嘔吐感、疲労（目の疲れ）などを引き起こすことがあるので注意する必要がある。また、ちらつきが少なくても長時間ディスプレイを見つづけることで同じような症状を引き起こしうるので、作業姿勢やディスプレイの明るさなどの適切な調整などが勧められている（VDT作業、VDT症候群などを参照）。
なお、リフレッシュレートには、各装置においてそれ自体の上限があり、さらに、画面解像度と、水平同期周波数・ドットクロックの各上限の組合せから来る上限がある。それ以上に高くすると、表示自体ができなくなるので、可能な範囲で表示されることを確認しながら高く設定するとよい（一般には70～75Hz以上が勧められている）。
製図用の専門のディスプレイ、レーダー、医療機器など長時間見る必要のある物は、このような原因で起こるちらつきや目の疲労を防止するため、蛍光体に残光が長く残る、長残光タイプのブラウン管を使用している。
カメラでブラウン管を撮影すると、たいていは帯状に、映っていない部分があったり輝度にムラを生じたりする。これはラスタースキャンのために起こる。
写真（スチル写真）の場合、リフレッシュレート（の逆数、更新間隔）より露光時間すなわちシャッター速度が短時間であった場合、帯状に映らない部分ができ、少し長い程度の場合もムラができる。更新間隔に対しシャッター速度を十分に落とすことによってムラが十分にわずかになり解決できるが、動画では困るしスローシャッターにともなう注意を要する。
ビデオカメラの場合、ブラウン管とカメラの両者のリフレッシュレートが同期していないと、黒い、あるいは輝度ムラの帯が、上あるいは下に常に流れているように写る。これは一種のうなりあるいはストロボ効果である。同期は取れているが、ディスプレイ側が描画を開始するタイミングとカメラ側が毎フレームの作成を開始するタイミングとがずれている場合、帯は流れず、常に同じ部分が映っていなかったり輝度ムラがあらわれる。インターレースも絡むので、ビデオカメラでブラウン管に映った映像を綺麗に撮影することは容易にはできない。

### 液晶ディスプレイ
液晶ディスプレイでは、ドットそのものが点滅するのではなく、常に（厳密にはインバータによる数～数十キロヘルツの周期で）点灯しているバックライトを光源として用いる。このため、ブラウン管と異なり、ちらつき (フリッカー) が目立たない。
リフレッシュレートと映像のタイミングが同期していない場合、フレームの切り替わり途中がディスプレイに表示されてしまう現象が発生する。フレーム上下がズレて食い違って見えるこの現象のことをテアリングという。
機種ごとに対応可能なリフレッシュレートは決まっており、60Hzが一般的。加えて、より滑らかに表示できる120Hzや144Hz、240Hz、さらには360Hz、500Hzなどに対応したものもある。

## メモリ
DRAMなどダイナミックメモリのリフレッシュと呼ばれる記憶保持のための処理の周期。リフレッシュサイクルとも呼ばれる。一定時間に一度この信号を送る事により、メモリの内容が保持される。